# Henning Jensen (bokser, 1930'erne)
 Der er flere personer med dette navn, se Henning Jensen.
Henning Jensen (født ?? – død ??) var en dansk professionel bokser i bantamvægt.
Henning Jensen debuterede som professionel den 20. april 1934 i København mod tyskeren Kurt Aust, der i sine 26 professionelle kampe aldrig havde vundet en kamp. Henning Jensen stoppede tyskeren i 3 omgang. Henning Jensen vandt yderligere to kampe, inden han den 11. januar 1935 mødte landsmanden Valdemar Krontoft, der blev besejret på point efter 5 omgange. 
Med 4 sejre i de første 4 kampe blev Jensen matchet mod den tidligere olympiske sølvmedaljevinder ”Vidunderbarnet” Anders Petersen i en kamp over 10 omgange annonceret som værende om det danske mesterskab i bantamvægt. Henning Jensen vandt kampen på knockout i 6. omgang, og blev derved dansk mester. Der blev i hast arrangeret en returkamp mellem Henning Jensen og ”Vidunderbarnet”, der blev afviklet i Århus kun 9 dage senere. Kampen var fastsat til 4. omgange, og endte uafgjort. 
Henning Jensen boksede herefter to kampe mod Valdemar Krontoft, men tabte dem begge på point. Han boksede ikke siden.